# Dia Nacional de Galícia
El Dia Nacional de Galícia (en gallec: Día Nacional de Galicia) o Dia de la Pàtria Gallega (Día da Patria Galega) és la festa nacional de Galícia segons decret de la Xunta de Galícia de 1979.2019 Se celebra el dia 25 de juliol, coincidint amb la festivitat de l'apòstol Sant Jaume el Major (Santiago).

## Història

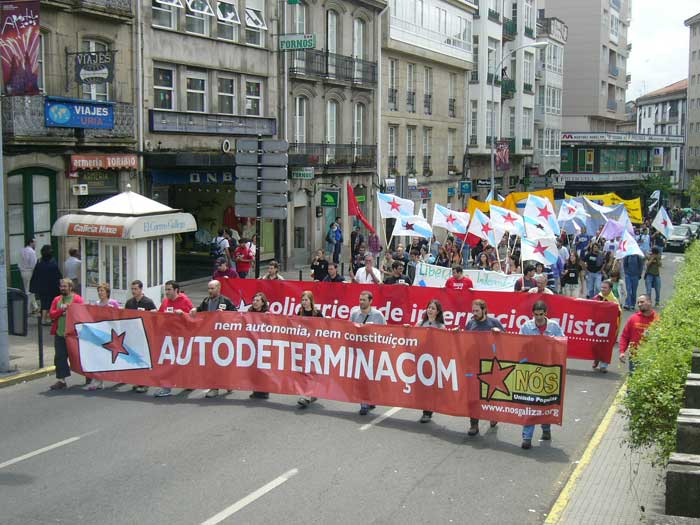
Manifestació pel Dia de la Pàtria Gallega de 2005, on s'hi reclamava el dret a l'autodeterminació del poble gallec.

Els orígens d'aquesta celebració es remunten a 1919, any en què s'ajunten a Santiago de Compostel·la les Irmandades da Fala, que acorden celebrar el Dia Nacional de Galícia el 25 de juliol de l'any següent.
Durant la dictadura franquista, les societats gallegues en l'emigració continuen aquesta convocatòria, i a Galícia, el galleguisme es concentra al voltant de la tradicional missa per Rosalía de Castro a l'església de San Domingos de Bonaval, a Santiago. A més, durant aquesta època el dia s'institucionalitza com a festa oficial a tot Espanya, sota el nom de Dia del Patró d'Espanya, amb un marcat caràcter religiós, encara que després de la transició, algunes comunitats autònomes solen moure aquest festiu a altres dies de l'any. En els anys seixanta, amb l'aparició del Partit Socialista Gallec (PSG) i la Unión do Povo Galego (UPG) es tornen a realitzar actes clandestins per commemorar el "Dia de Galícia".
Durant la dècada dels setanta, els actes acabaven amb forts enfrontaments amb la policia franquista, i amb l'entrada en la democràcia es van seguir prohibint les manifestacions de la AN-PG (Asemblea Nacional-Popular Galega) i BN-PG, orígens de l'actual Bloc Nacionalista Gallec. Fins a mitjans dels anys vuitanta no es va permetre la manifestació del "Dia de la Pàtria" amb normalitat democràtica, sent avui l'acte més multitudinari de totes les celebracions que tenen lloc el 25 de juliol a la capital gallega. Actualment els diferents partits nacionalistes de Galícia continuen convocant manifestacions per a aquest dia, sota la denominació de "Día da Patria", en què realitzen reflexions sobre la situació política gallega.